# АКС Ксар (футбольный клуб)
«АКС Ксар» — мавританский футбольный клуб из Нуакшота, выступающий в Премьер-лиге, высшем футбольном дивизионе Мавритании. Клуб был основан в 1978 году.

## История
Клуб был основан в 1978 году в районе Ксар в Нуакшоте. Он был известен в 1990-х годах под названием ASC Sonader Ksar (Ассоциация спорта и культуры Sonader Ksar), когда его спонсировало SONADER (Национальное общество за развитие сельских районов).
Команда выиграла свой первый титул в 1983 году. Последний выигранный чемпионский титул команда завоевала в 2004 году.
Первый кубковый титул клуб выиграл в 1979 году, в тот же год команда получила право участвовать в континентальном турнире. В 1994 году клуб выиграл два кубковых титула подряд.
«АКС Ксар» один раз выступал в Арабской Лиге чемпионов (ныне клубный кубок арабских чемпионов) в сезоне 2005/06, где команда проиграла марокканскому клубу «ФАР» со счетом 1:4 по сумме двух матчей.
В сезоне 2022/2023 команда заняла 11 место в чемпионате.